# Trabzonspor Kulübü 2008-2009
Questa pagina raccoglie i dati riguardanti il Trabzonspor Kulübü nelle competizioni ufficiali della stagione 2008-2009.

## Stagione
Il Trabzonspor arriva terzo in campionato.
In Coppa di Turchia arriva alla fase a gironi.

## Maglie e sponsor
- AVEA

## Rosa
| N. |                    | Ruolo | Calciatore      |
| -- | ------------------ | ----- | --------------- |
| 1  | Senegal (bandiera) | P     | Tony Sylva      |
| 29 | Turchia (bandiera) | P     | Tolga Zengin    |
| 35 | Turchia (bandiera) | P     | Onur Kıvrak     |
| 19 | Turchia (bandiera) | C     | Buğra Erdoğan   |
| 3  | Croazia (bandiera) | D     | Hrvoje Čale     |
| 4  | Camerun (bandiera) | D     | Rigobert Song   |
| 6  | Turchia (bandiera) | D     | Ceyhun Gülselam |
| 16 | Turchia (bandiera) | D     | Egemen Korkmaz  |
| 18 | Turchia (bandiera) | D     | Tayfun Cora     |
| 23 | Turchia (bandiera) | D     | Giray Kaçar     |
| 30 | Turchia (bandiera) | C     | Serkan Balcı    |
| 85 | Turchia (bandiera) | D     | Ferhat Çökmüş   |

| N. |                      | Ruolo | Calciatore      |
| -- | -------------------- | ----- | --------------- |
| 5  | Turchia (bandiera)   | C     | Hüseyin Çimşir  |
| 8  | Turchia (bandiera)   | C     | Selçuk İnan     |
| 11 | Guinea (bandiera)    | A     | Ibrahim Yattara |
| 13 | Turchia (bandiera)   | C     | Adnan Güngör    |
| 22 | Turchia (bandiera)   | C     | Göksu Alhas     |
| 20 | Argentina (bandiera) | C     | Gustavo Colman  |
| 21 | Turchia (bandiera)   | C     | Kadir Keleş     |
| 25 | Brasile (bandiera)   | C     | Alanzinho       |
| 61 | Turchia (bandiera)   | C     | Barış Memiş     |
| 9  | Turchia (bandiera)   | A     | Gökhan Ünal     |
| 10 | Turchia (bandiera)   | A     | Umut Bulut      |
| 14 | Nigeria (bandiera)   | A     | Isaac Promise   |

## Statistiche

### Statistiche di squadra
| Competizione   | Punti | In casa | In casa | In casa | In casa | In casa | In casa | In trasferta | In trasferta | In trasferta | In trasferta | In trasferta | In trasferta | Totale | Totale | Totale | Totale | Totale | Totale | DR  |
| Competizione   | Punti | G       | V       | N       | P       | Gf      | Gs      | G            | V            | N            | P            | Gf           | Gs           | G      | V      | N      | P      | Gf     | Gs     | DR  |
| -------------- | ----- | ------- | ------- | ------- | ------- | ------- | ------- | ------------ | ------------ | ------------ | ------------ | ------------ | ------------ | ------ | ------ | ------ | ------ | ------ | ------ | --- |
| Süper Lig      | 65    | 17      | 9       | 5       | 3       | 23      | 14      | 17           | 10           | 3            | 4            | 31           | 20           | 34     | 19     | 8      | 7      | 54     | 34     | +20 |
| Türkiye Kupası |       | 3       | 2       | 0       | 1       | 4       | 2       | 2            | 0            | 1            | 1            | 4            | 6            | 5      | 2      | 1      | 2      | 8      | 8      | 0   |